# Маурино (Подлесный сельсовет, Вологодский район)
Маурино — деревня в Вологодском районе Вологодской области. Входит в состав Подлесного сельского поселения, с точки зрения административно-территориального деления — в Подлесный сельсовет.

## Название
Существует версия, что топонимы с основой Маур- — мерянского происхождения.

## География и уличная сеть
Расположено на реке Евковка (приток Шограша, бассейн Вологды), на юго-восточное окраине города Вологды, близ автодороги М-8 «Холмогоры».
Деревня разделена на две части: одна (южная) около поста ДПС на трассе М8, в районе которого по проекту должно быть завершено строительство Обхода вокруг Вологды. Вторая (северная) часть деревни построена в 2010-12 гг. и является Детской деревней SOS. Официальное открытие Детской Деревни SOS — Вологда состоялось 22 мая 2012 года. Все постройки Деревни SOS имеют адрес по улице Гмайнера.
Прямое сообщение между двумя частями деревни в настоящее время отсутствует (только через дорожную сеть города Вологды). При этом, Деревня SOS непосредственно примыкает к жилой постройке города. Основная часть деревни отстоит от Деревни SOS примерно на 700 метров к югу.

### Улица Гмайнера

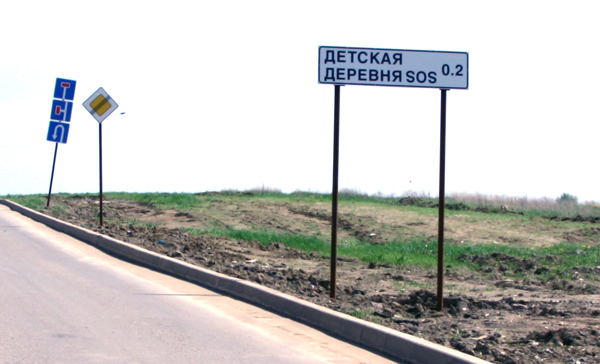
Указатель на въезде

Улица Гмайнера — единственная улица в деревне Маурино. Проходит от границы между городом Вологдой и деревней Маурино, заканчивается круговой развязкой. Фактически является продолжением Архангельской улицы Вологды.
Начиная с 2011 года улица имеет асфальтовое покрытие. Улица построена в комплексе с Архангельской улицей Вологды.
Улица названа в честь австрийца Германа Гмайнера, основателя движения Детских Деревень SOS. Это связано с тем, что на улице находится комплекс зданий «Детской Деревни SOS — Вологда». Других зданий на улице нет.

## Население
По переписи 2002 года население — 3 человека.
По данным Главы сельского поселения, в 2012 году в Маурине (без учёта деревни SOS) проживало уже 14 жителей, а вместе с дачниками число жителей достигло 25 человек.

## Достопримечательности

### Деревня страха
В основной (южной) части деревни с сентября 2012 года работает так называемая «деревня страха» — уличная выставка кукол, в числе которых представлены висельники, ведьмы и скелеты. Дополнительный эффект создают старые зеркала и светящиеся в темноте глаза, а также покосившиеся деревянные дома. На создание кукол организатор выставки Сергей Шварев потратил 10 лет, собирая их из подручных материалов. В деревне организаторы выставки планируют снять фильм ужасов, чтобы потом отправить его на международный фестиваль.
Действие квест-аттракциона проходит в тёмное время суток. В нём участвует несколько актёров, которые различными способами пугают посетителей. Не допускается участие в алкогольном опьянении.